# راينهارد نوفاك
راينهارد نوفاك (بالألمانية: Reinhard Nowak) (و. 1964 – م) هو ممثل من النمسا . ولد في ميونخ.

## روابط خارجية
- راينهارد نواك على موقع IMDb (الإنجليزية)
- راينهارد نواك على موقع ألو سيني (الفرنسية)
- راينهارد نواك على موقع أول موفي (الإنجليزية)
- راينهارد نواك على موقع قاعدة بيانات الفيلم (الإنجليزية)
- راينهارد نواك على موقع كينوبويسك (الروسية)